# Sonequa Martin-Green
Sonequa Martin-Green (Russellville, 21 de março de 1985) é uma atriz norte-americana, conhecida por seus papéis em Army Wives como Kanessa Jones, The Good Wife como Courtney Wells, Once Upon a Time como Tamara, The Walking Dead como Sasha Williams e em Star Trek: Discovery como Michael Burnham.
Martin-Green formou-se na Universidade do Alabama em 2007, em licenciatura em teatro. Atualmente, interpreta a personagem Michael Burnham, protagonista da série da CBS, Star Trek: Discovery.

## Vida pessoal
Sonequa Martin-Green nasceu em Russellville, no estado norte-americano do Alabama. Ela tem uma irmã e três meias-irmãs mais velhas. Sonequa tinha decidido inicialmente se tornar uma psicóloga, antes de decidir seguir uma carreira em teatro quando ela estava na oitava série. Depois de se formar na Universidade do Alabama em 2007, com uma licenciatura em teatro, ela se mudou para Nova Iorque, onde ela e seu marido, Kenric Green, viveram por cinco anos antes de mudarem-se para a Califórnia.
Sonequa é casada com Kenric Green. Os dois se conheceram enquanto atuavam na peça Fetch Clay, Make Man, apresentada no McCarter Theater, em Princeton, Nova Jersey. Ela deu à luz um menino, chamado Kenric Justin Green II em homenagem ao pai, em 10 de janeiro de 2015, em Los Angeles. Ela estava grávida durante as gravações da quinta temporada de The Walking Dead, o que foi disfarçado com roupas soltas e armas grandes ocultando a barriga.

## Carreira

### Filmes
Conhecida principalmente por seus papéis na televisão, Sonequa fez vários filmes desde 2005. Em 2009 atuou em Toe to Toe, onde recebeu ótimas críticas mesmo de quem não gostou do filme.

### Televisão
Sonequa fez várias participações na TV. Sua estreia se deu em 2008, na série da NBC Law & Order: Criminal Intent como Kiana Richmond. Seu primeiro papel recorrente em uma série foi em Army Wives como Kanessa Jones. Em 2009, entrou em The Good Wife, em seu primeiro papel adulto. Fez aparições em Gossip Girl e NYC 22, em 2011.
Em 2012, ela entrou para a série da AMC The Walking Dead, como Sasha Williams, irmã de Tyreese (Chad Coleman). Seu primeiro teste foi para o papel de Michonne. Quando Danai Gurira foi escolhida para o papel, que Sonequa disse ser a escolha perfeita para a personagem, o antigo produtor Glen Mazzara ainda queria Sonequa como parte do elenco e decidiu criar um personagem especificamente para ela. Como Sonequa explicou:
| “ | Sasha era para ser uma personagem recorrente, mas nós continuamos e eles acataram minha opinião de torná-la regular. O que é muito raro, ainda estou pasma com isso. Ele queria trabalhar comigo e criou Sasha pra mim. | ” |

Seu papel tornou-se regular a partir da quarta temporada. Antes do teste para Michonne, Sonequa leu todos os volumes dos quadrinhos em preparação para a série, mas ao saber que a série não os seguia fielmente, ela deixou de lado para evitar saber do futuro dos personagens. Sua performance como Sasha, especialmente na quinta temporada foi bem recebida pela audiência.
Quando as filmagens da terceira temporada de The Walking Dead, Sonequa foi escalada para o papel recorrente de Tamara em Once Upon a Time. A partir da sexta temporada de The Walking Dead, o nome de Sonequa aparece nos créditos da abertura. Em dezembro de 2015, ela foi anunciada como a protagonista de Star Trek Discovery, mas ela permanecerá em The Walking Dead.

## Filmografia

### Cinema
| Ano  | Filme                   | Papel        |
| ---- | ----------------------- | ------------ |
| 2005 | Not Quite Right         | Coco Delight |
| 2007 | I-Can-D                 | VJ           |
| 2008 | Pensamentos cegos       | Jenna Lopez  |
| 2009 | Toe to Toe              | Tosha        |
| 2009 | Rivers Wash Over Me     | Shawna Rei   |
| 2011 | Da Brick                | Rachel       |
| 2011 | Gritando para o céu     | Jojo Parker  |
| 2012 | Darkside Shockwave      | Private Lang |
| 2021 | Space Jam: A New Legacy | Kamiyah      |

### Televisão
| Ano              | Título                       | Papel           | Notas |
| ---------------- | ---------------------------- | --------------- | --- |
| 2008             | Law & Order: Criminal Intent | Kiana Richmond  | 1 episódio |
| 2009             | Army Wives                   | Kanessa Jones   | 3 episódios: "Duty to Inform" (3 ª temporada: episódio 13) "Need to Know Basis" (3 ª temporada: episódio 14) "Shrapnel and Alibis" (3 ª temporada: episódio 16) |
| 2009-2011        | The Good Wife                | Courtney Wells  | 8 episódios: "Crash" (1 ª temporada: episódio 5) "Threesome" (1 ª temporada: Episódio 9) "Fleas" (1 ª temporada: episódio 16) "Heart" (1 ª temporada: episódio 17) "Unplugged" (1 ª temporada: episódio 21) "Cleaning House" (2 ª temporada: episódio 4) "VIP Treatment" (2 ª temporada : episódio 5) "Closing Arguments" (2 ª temporada: episódio 23) |
| 2011             | Gossip Girl                  | Joanna          | 1 episódio |
| 2012             | NYC 22                       | Michelle Terry  | 5 episódios: "Pilot" (1 ª temporada: episódio 1) "Firebomb" (1 ª temporada: episódio 2) "Thugs and Lovers" (1 ª temporada: Episódio 3) "Crossing the Rubicon" (1 ª temporada: episódio 6) "Ransom" (1 ª temporada: episódio 11) |
| 2012-2017 / 2018 | The Walking Dead             | Sasha           | 45 episódios |
| 2012 - 2013      | Once Upon a Time             | Tamara          | 2ª Temporada, Papel recorrente,6 episódios: "The Queen Is Dead" (2 ª temporada: episódio 15) "Selfless,Brave and True "(2 ª temporada: episódio 18) "Lacey" (2 ª temporada: episódio 19) "The Evil Queen" (2 ª temporada: episódio 20) "Second Star to the Right" (2 ª temporada: episódio 21) "And Straight On 'Til Morning" (2ª temporada: episódio 22) 3ª Temporada, participação especial, 1 episódio: "The Heart of the Truest Believer" (3 ª temporada: episódio 1) |
| 2016             | New Girl                     | Rhonda          | 2 episódios |
| 2017             | Penn Zero: Part-Time Hero    | Pirata Maria    | 2 episódios |
| 2017-2024        | Star Trek: Discovery         | Michael Burnham | Protagonista |